# Diarmuid Wilson

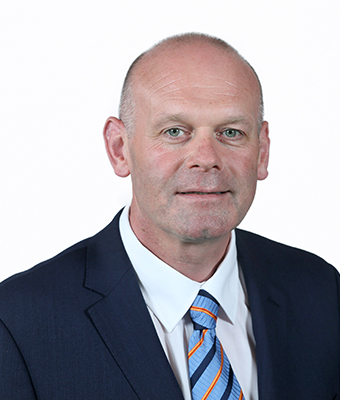
Diarmuid Wilson, 2016

Diarmuid Wilson (* 20. November 1965) ist ein irischer Politiker der Fianna Fáil und gehört seit 2002 dem Seanad Éireann, dem Oberhaus des irischen Parlaments an.
Wilson besuchte das St. Patrick's College in Maynooth und studierte an der Brunel University in London. Im Jahr 1999 wurde er in das Cavan County Council gewählt, dem er bis 2004 angehörte.
Wilson wurde 2002 für die Fianna Fáil in den 22. Seanad Éireann gewählt. Bei den nächsten Wahlen im Jahr 2007 konnte er sein Mandat verteidigen und wurde in den 23. Seanad Éireann wiedergewählt.
Diarmuid Wilson ist der Neffe des irischen Politikers und Kabinettmitglieds John P. Wilson.